# Amblyscarta frontaliana
Amblyscarta frontaliana är en insektsart som beskrevs av Metcalf 1955. Amblyscarta frontaliana ingår i släktet Amblyscarta och familjen dvärgstritar. Inga underarter finns listade i Catalogue of Life.